# Atherinella nocturna
Atherinella nocturna е вид лъчеперка от семейство Atherinopsidae. Видът не е застрашен от изчезване.

## Разпространение
Разпространен е в Аржентина, Еквадор, Перу и Чили.